# Bajai kistérség
A Bajai kistérség egy kistérség volt Bács-Kiskun megyében Baja központtal. Helyébe lépett 2013. január 1.-től az újjáalakuló Bajai járás.

## Települései
| Bácsbokod     | Bácsborsód     | Bácsszentgyörgy | Baja         | Bátmonostor  |
| Csátalja      | Csávoly        | Dávod           | Dunafalva    | Érsekcsanád  |
| Érsekhalma    | Felsőszentiván | Gara            | Hercegszántó | Nagybaracska |
| Nemesnádudvar | Rém            | Sükösd          | Szeremle     | Vaskút       |